# Chujiro Hayashi

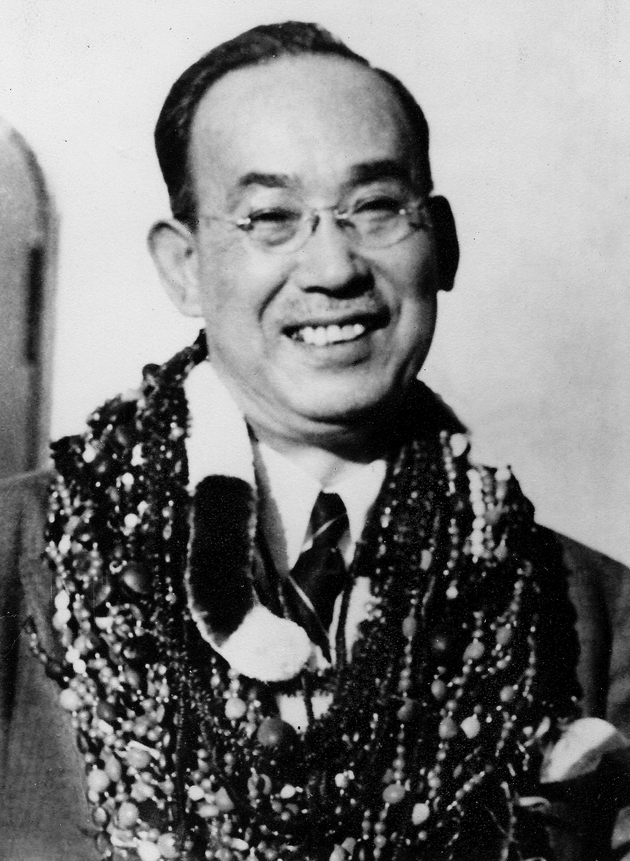
Chujiro Hayashi in Hawaii 1937/38

Chujiro Hayashi (林 忠次郎, Hayashi Chūjirō; * 15. September 1880 in Tokio; † 11. Mai 1940 in Atami) war ein japanischer Marinearzt und Reiki-Lehrer, der die Methode direkt vom Gründer Mikao Usui erlernte. Er trug maßgeblich dazu bei, dass Reiki seinen Weg auch nach außerhalb Japans fand.

## Leben
Chujiro Hayashi wurde am 15. September 1880 in Tokio geboren. Nachdem er 1902 die 30. Klasse der Japanischen Marineakademie absolviert hatte, diente er vom 4. Februar desselben Jahres bis zum Friedensschluss am 5. September 1906 in einer Hafenpatrouillendivision im Russisch-Japanischen Krieg.
Im Jahr 1918 wurde er Direktor der Hafenverteidigungsstation Ominato, deren Stabschef Kanichi Taketomi der spätere dritte Vorsitzende der Usui Ryoho Gakkai war. „Ominato“ war ein Hafen am Fuße des Berges Osore auf der Shimokita-Halbinsel in Aomori, im Norden Japans. Zu dieser Zeit galten die Verteidigungshäfen als die zweitwichtigsten Häfen nach den Häfen der Marinestützpunkte.
Hayashi hatte eine Frau und zwei Kinder. Seine Frau Chie wurde 1887 geboren und heiratete ihn nach ihrem Abschluss an der Shizuoka Women’s High School. Ihr erstes Kind, der Sohn Tadayoshi, wurde 1903 geboren und studierte Wirtschaftswissenschaften an der Keio-Universität. Kiyoe, ihr zweites Kind, eine Tochter, wurde sieben Jahre später geboren und besuchte die gleiche Schule wie ihre Mutter.

## Wirken
Anfang der 1920er Jahre wurde Hayashi ein Schüler von Mikao Usui, dem Begründer des Reiki. Da er Arzt war, wurde er bald einer von Usuis bekanntesten Schülern in der Usui Reiki Ryoho Gakkai (Gesellschaft). Später war er maßgeblich an der weltweiten Verbreitung von Reiki beteiligt. Im Jahr 1925 wurde Hayashi zum Shihan und am 16. Januar 1926 zum Senior Teacher und Vorstandsmitglied des Usui Reiki Ryoho Gakkai.
Einige Jahre nach dem Tod von Mikao Usui trennte sich Hayashi von der ursprünglichen Gruppe und gründete das Hayashi Reiki Kenkyukai (Institut). Im Jahr 1935 wurde sein Institut in der Higashi-shinano-cho 28, Yotsuya, Tokio, registriert, die heute als Shinano-cho 27, Bezirk Shinjuku, Tokio bekannt ist.
Hier beschäftigte er 20 Reiki-Praktizierende, die an zehn Massagetischen arbeiteten, zwei Praktizierende pro Klient. Er warb aktiv für Reiki in ganz Japan und hielt Seminare ab, um einer großen Anzahl von Menschen Reiki beizubringen.
Einer seiner Organisatoren war Wasaburo Sugano, der Onkel von Chiyoko Yamaguchi, der Begründerin des Jikiden Reiki. Er begann ab etwa 1930, Ausbildungen für Hayashi zu organisieren. Ab 1935 wurden sie u. a. im Haus der Suganos in Daishoji, Präfektur Ishiwawa, abgehalten.
Auf Einladung von Hawayo Takata, die ab 1935 von ihm Reiki lernte, besuchte Hayashi zwischen Oktober 1937 und Februar 1938 Hawaii. Nach Angaben der Zeitung Hawaii Hochi unterrichtete er während seines Aufenthalts auf Hawaii dort 350 Schüler verschiedener Herkunft in den Praktiker-Graden, Shoden und Okuden.
Chujiro Hayashi beendete sein Leben am 11. Mai 1940 in seiner Villa in Atami, einem Kurort mit heißen Quellen in der Nähe des Berges Fuji. Seine Frau Chie Hayashi folgte ihm als Leiterin des Hayashi Reiki Kenkyukai, das Mitte der 1950er Jahre seine Pforten schloss. Nur zwei seiner Schülerinnen und deren Nachfolger waren und sind dafür bekannt, Reiki öffentlich zu unterrichten: Chiyoko Yamaguchi und Hawayo Takata.

## Verbreitung von Reiki in der Welt
Über Hawayo Takata verbreitete sich Reiki zunächst in den USA und dann weltweit, wobei im Lauf der Zeit einige Veränderungen der ursprünglichen Form geschahen.
Chiyoko Yamaguchi gründete mit ihrem Sohn Tadao Yamaguchi 1999 in Kyoto das Jikiden Reiki-Institut. Im Jikiden Reiki wird Reiki weiterhin unverändert so unterrichtet, wie Chiyoko Yamaguchi und andere Familienmitglieder es in den 1930er Jahren von Chujiro Hayashi gelernt hatten.